# Autoroute A340 (France)
Pour les articles homonymes, voir A340 (homonymie).
L'autoroute A340 est une ancienne autoroute française du département du Bas-Rhin reliant l'autoroute A4 au niveau de Brumath à la voie rapide D1340 en direction de Haguenau. Son tracé est entièrement situé sur le territoire de la commune de Bernolsheim. Elle a perdu son caractère autoroutier au moment de son transfert de la DIR-EST à la Collectivité européenne d'Alsace, le 1er janvier 2021, et est désormais intégrée à la D1340.

## Gestion
De 2006 à 2021, l'autoroute A340 était gérée par la DIR Est. Depuis 2021, la Collectivité européenne d'Alsace assure la gestion de cette ancienne autoroute, désormais intégrée à la route départementale D1340.

## Tracé
Début de l'autoroute A340 sur le rond-point de la D421
- Échangeur entre A4 et A340
- : RD419 : Pfaffenhoffen - Rottelsheim

 A340 devient D1340 

## Historique
Avant 2008, l'A340 couvrait la totalité de l'axe A4-Haguenau. La partie nord fut déclassée en N340 sur 1 kilomètre entre la sortie 1 depuis la A4 et la sortie 1 depuis Haguenau (ces deux bretelles sont espacées de 1500 mètres). Après cette bretelle, l'autoroute fut déclassée en RD 1340 jusqu'à Haguenau. A l'occasion du transfert des autoroutes non concédées de la DIR-EST à la CeA, au 1/1/2021, l'A340 est déclassée sur toute sa longueur, perdant son statut autoroutier ; elle est à cette occasion intégrée à la route départementale D1340.